# Monanthotaxis littoralis
Monanthotaxis littoralis är en kirimojaväxtart som först beskrevs av Bagsh. och Baker f., och fick sitt nu gällande namn av Bernard Verdcourt. Monanthotaxis littoralis ingår i släktet Monanthotaxis och familjen kirimojaväxter. Inga underarter finns listade i Catalogue of Life.